# Defensor lateral

Posició dels defensors laterals a l'inici de jugada.

El defensor lateral, en anglès cornerback (CB), és un tipus de jugador defensiu de futbol americà.
Els defensors laterals formen part de l'equip defensiu,i pertanyen a la secundària, i a l'inici de jugada, normalment es situen als extrems exteriors de la línia defensiva i una mica endarrerits amb relació a aquesta, just davant dels receptors.
La seva funció principal és defensar els receptors per impedir les jugades de passada. Aquesta defensa la poden fer en zona o a l'home, depenent de la jugada que hagi estat pactada amb l'entrenador. La missió és la mateixa: molestar el receptor per assolir una passada incompleta, desviar la pilota o aconseguir una intercepció.
Així i tot, de vegades buscaràn placar el corredor, si hi ha jugada de correguda, o fins i tot mirar d'aconseguir un sac.
Són els jugadors més ràpids i àgils de l'equip, i han de tenir una bona capacitat de concentració.